# Barbara Tuchman
Barbara Wertheim Tuchman (New York, 30 januari 1912 – Greenwich, 6 februari 1989) was een Amerikaanse journaliste en historica.
Tuchman was de dochter van bankier Maurice Wertheim en kleindochter van de diplomaat Henry Morgenthau. Ze trouwde in 1939 met Lester Tuchman, een hoogleraar in de geneeskunde. Samen kregen ze drie dochters.
In 1933 studeerde Tuchman af aan het Radcliffe College. Ze werkte een aantal jaren als journalist vooraleer boeken te schrijven. Tuchman won de Pulitzer-prijs twee keer, één keer voor de De kanonnen van augustus, dat een standaardwerk werd over het uitbreken van de Eerste Wereldoorlog, in de categorie algemene non-fictie, en nog eens voor Stilwell en de Amerikaanse rol in China.
Zij is vooral bekend door A Distant Mirror. The Calamitous 14th Century (1978), waarvan in 1980 een Nederlandse vertaling verscheen als De waanzinnige veertiende eeuw, en haar boeken over de (aanloop naar) de Eerste Wereldoorlog: De trotse toren, Het Zimmermann-telegram en De kanonnen van augustus. Vele van haar boeken zijn vertaald in het Nederlands en worden nog uitgegeven.
Haar boeken kenmerken zich door een levendige stijl en een scherp oog voor detail.
Tuchman overleed op 77-jarige leeftijd.